# Joseph Henrich
Joseph Henrich (né en 1968) est un professeur américain de biologie évolutive humaine ; il enseigne à l'université Harvard. Avant d'arriver à Harvard, Henrich était professeur de psychologie et d'économie à l'Université de la Colombie-Britannique. Il s'intéresse à la question de savoir comment les humains ont évolué du statut de « primate relativement banal il y a quelques millions d'années à l'espèce de la planète qui connait le plus de succès », et comment la culture a façonné l'évolution génétique de notre espèce.

## Biographie
Henrich est titulaire d'une licence en anthropologie et en ingénierie et technologie spatiale de l'université de Notre-Dame-du-Lac(1991). De 1991 à 1993, il travaille comme ingénieur de systèmes de test et d'évaluation pour General Electric Aerospace (société vendue à Martin Marietta en 1993) à Springfield, en Virginie. En 1995, il obtient une maîtrise et, quatre ans plus tard, un doctorat en anthropologie de l'université de Californie à Los Angeles.
De 2002 à 2007, Henrich fait partie du corps professoral de l'université Emory, au département d'anthropologie.  Il devient ensuite titulaire de la Chaire de recherche du Canada en culture, cognition et coévolution à l'université de la Colombie-Britannique, où il est professeur aux départements de psychologie et d'économie. En 2015, il est nommé professeur et directeur du département de biologie évolutive humaine de l'université Harvard.
Henrich est récipiendaire du prix présidentiel de début de carrière pour les scientifiques et les ingénieurs en 2003 et du prix Hayek en 2022.

## Recherches
Les domaines de recherche de Henrich comprennent l'apprentissage culturel, l'évolution de la coopération, la stratification sociale, le prestige, le changement technologique, la prise de décision économique et l'évolution du mariage monogame et de la religion. Au début de sa carrière, Henrich dirige des équipes d'anthropologues et d'économistes qui mènent des expériences comportementales pour tester les fondements de la théorie des jeux dans diverses sociétés du monde entier. Cet ensemble de recherches aurait démontré que, non seulement, les prédictions de la théorie des jeux standard, ancrées dans des hypothèses canoniques d’intérêt personnel, ne fonctionnent pas dans un large éventail de sociétés humaines, mais aussi qu’elles échouent de différentes manières selon les endroits.
Les recherches de Henrich sur les origines et l'évolution des religions soutiennent que les croyances, les rituels et les dévotions qui composent les traditions religieuses ont été façonnés non seulement par le développement des caractéristiques de l'esprit humain, mais également par la compétition entre les groupes. La compétition intergroupe aurait favorisé les croyances surnaturelles et les pratiques rituelles qui augmentaient la coopération, l'harmonie ou la solidarité au sein du groupe. S’appuyant sur l’observation selon laquelle la plupart des sociétés humaines ont autorisé la polygamie, Henrich soutient que la monogamie se propage culturellement parce qu’elle réduit la concurrence entre hommes et favorise ainsi le succès dans la compétition avec d’autres sociétés.
Les recherches de Henrich documentent et cherchent à expliquer les différences psychologiques entre les populations à travers le monde. Par son travail, il soutient que les participants les plus couramment utilisés dans la recherche psychologique et comportementale ne constituent pas seulement un type unique de population au sein d’un spectre global, mais surtout  qu’ils sont psychologiquement particuliers. Pour sensibiliser les chercheurs à cette question, Henrich et ses collaborateurs ont surnommé les populations les plus couramment sollicitées pour la recherche psychologique et comportementale comme WEIRD, un sigle qui signifie « Western, Educated, Industrialized, Rich, Democratic » « Occidental, Instruit, Industrialisé, Riche et Démocratique », et résume le contexte de la plupart. participants à la recherche psychologique.

## Œuvre

### Publications originales
- Joseph Henrich, Samuel Bowles, Robert Boyd, Colin Camerer, Fehr et Gintis, Foundations of Human Sociality: Economic Experiments and Ethnographic Evidence from Fifteen Small-Scale Societies, Oxford New York, Oxford University Press, 2004 (ISBN 9780199262052)
- Joseph Henrich et Natalie Henrich, Why Humans Cooperate: A Cultural and Evolutionary Explanation, Oxford, 2007
- Joseph Henrich et Jean Ensminger, Experimenting with Social Norms: Fairness and Punishment in Cross-Cultural Perspective, Russell Sage Foundation Press, 2014
- Joseph Henrich, The Secret of Our Success: How Culture is Driving Human Evolution, Domesticating our Species, and Making us Smarter, Princeton University Press, 2016 (ISBN 9780691166858)
- Joseph Henrich, The WEIRDest People in the World: How the West Became Psychologically Peculiar and Particularly Prosperous, Farrar, Straus and Giroux, 2020 (ISBN 9780374173227)[7]

### Traduction en français
- L'Intelligence collective [« The Secret of Our Success: How Culture is Driving Human Evolution, Domesticating our Species, and Making us Smarter »], Les Arènes, 2019, 622 p. (ISBN 978-2711201495)